# The Automatic Hate
The Automatic Hate es una película de comedia-drama americana de 2015 dirigida por Justin Lerner. Está protagonizada por Joseph Cross y Adelaide Clemens como primos que tratan de determinar por qué sus padres han mantenido a sus respectivas familias separadas durante décadas. La película se estrenó en SXSW y se estrenó en los Estados Unidos el 11 de marzo de 2016.

## Trama
El chef de Boston Davis Green tiene problemas con su novia, Cassie, que pide tiempo a solas mientras llora. Después de que se va a un bar, una mujer lo sigue a casa. Curioso, le dice a Cassie que está sacando la basura e investiga. La mujer pide un abrazo y se presenta como Alexis Green, su primo. Davis dice que debe estar equivocada, ya que su padre es hijo único. Cuando Cassie los ve hablando, Davis le pide a Alexis que se vaya. Aunque molesta, le da su información de contacto antes de irse. Davis asiste a la conferencia de su padre en la universidad, una clase psicológica sobre la naturaleza y la crianza.  Davis se ofrece a cocinar a sus padres, pero su padre, Ronald, se niega condescendientemente. Después de comer solo, Davis hurga en los recuerdos de su padre, encontrando una imagen que indica que su padre puede tener un hermano. Su abuelo enfermo se molesta y se niega a hablar del asunto cuando se le muestra la foto, y su padre le advierte que no investigue más.
Davis deja Boston y va a la dirección que Alexis le dejó en el norte del estado de Nueva York. Después de revisar la tienda y la granja de la familia, llama a Alexis y le pide que se reúna con ella. Ella le presenta a sus dos hermanas y lo lleva a un bar. Alexis identifica a un hombre con el que las tres hermanas han tenido sexo, y luego impulsivamente le corta la barba trenzada. Mientras el hombre reacciona con enojo, Davis le da un puñetazo, y los cuatro se van rápidamente. Después de pasar el rato juntos, se quedan en casa del tío Josh, donde viven las hermanas. Alexis se desnuda delante de Davis y le da su cama, y luego se une a él para abrazarlo. Davis, que pretendía irse temprano antes de encontrarse con sus tíos, duerme hasta tarde y es despertado por su tía, que asume que es el novio de Alexis. Los dos siguen el juego hasta que Josh revela que sabe la verdad. Josh se disculpa por perderse la infancia de Davis, lo abraza y le pide que se vaya. Cuando Josh se niega a hablar más sobre su hermano, Davis le pide a Alexis que lo lleve a la ciudad.
Molesto, Alexis le pregunta a Davis si se va por su mutua atracción y sugiere que ha venido para escapar de los problemas con Cassie. Sorprendido, Davis explica que Cassie reveló recientemente que había abortado. Aunque reconoce su atracción, dice que no es la razón por la que se va. Alexis lo convence de que investigue la cabaña de caza de su padre antes de irse. Después de encontrar imágenes de 16 mm de sus padres con una joven y un brazalete, Davis y Alexis tienen relaciones sexuales. En el camino de vuelta a la ciudad, se detienen para ayudar a Cassie, que ha venido a Nueva York para decirle a Davis que su abuelo ha muerto. Alexis y Davis convencen a Josh de que venga a Boston para asistir al funeral. Ronald reacciona fríamente a la presencia de su hermano pero le permite quedarse en su casa. Allí, Cassie y Alexis se enfrentan en un intento de pasar tiempo a solas con él. Cuando Alexis trata de besarlo, citando la emoción de ser atrapado, Davis la regaña con rabia.
Todos se unen a una cena que Davis prepara, y, instados por sus familias, Josh y Ronald comen juntos. Cuando Alexis muestra el brazalete de la logia de su padre, Ronald y Josh exigen que ella lo entregue inmediatamente. Se produce una pelea a puñetazos entre Josh y Ronald, y ambos se acusan mutuamente de asesinato. Alexis se jacta ante Cassie de que Davis se siente más atraído por ella, pero Davis le da un puñetazo antes de que pueda revelar que tuvieron sexo. A la mañana siguiente, Cassie se va.
Davis ayuda a Josh a cavar una tumba para su abuelo, y Josh dice que la mujer de la grabación era su hermana, Rebecca. Ella y Josh como hermanos tuvieron una relación sexual. El hermano Ronald los expuso a la familia y ella se suicidó por la culpa. Los hermanos se culpan el uno al otro. Ronald le dice a Davis que el lado de la familia de Josh es un enfermo mental, y Davis expresa su desagrado por ellos. Más tarde, se encuentra con Alexis y le dice que se vaya después de besarla. Le dice a Cassie que aunque se siente atraído por su prima, no hicieron nada sexual. Ella lo acepta de nuevo.

## Reparto
- Joseph Cross como Davis Green- Hijo y prmo
- Adelaide Clemens como Alexis Green- Prima
- Richard Schiff como el Dr. Ronald Green - Padre y Hermano
- Ricky Jay como el tío Josh - Hermano
- Deborah Ann Woll como Cassie - Novia
- Yvonne Zima como Annie Green - Prima gemela
- Vanessa Zima como Amanda Green - Prima gemela

## Estreno
The Automatic Hate fue lanzado en South by Shouthwest en marzo de 2015. Luego, en mayo, Film Movement adquirió los derechos de distribución. La película se estrenó oficialmente el 11 de marzo de 2016 en los Estados Unidos.

## Recepción
Metacritic le dio a la película 59 de 100 basándose en cuatro críticas.  En Rotten Tomatoes, la película tiene un 67% de aprobación basado en doce críticas; la calificación promedio es de 6.6/10.  Dennis Harvey de Variety escribió que " ... Aunque algunos espectadores pueden encontrar los resultados de la suma insatisfactorios y/o desagradables, es una rara película que es capaz de mantener un tono serio y difícil a lo largo de todo."  Sheru Linder de  The Hollywood Reporter, lo llamó "ligeramente convincente pero demasiado bien coreografiado", criticando la facilidad con la que los personajes encuentran pistas y los misterios se resuelven.